# 除蟲菊

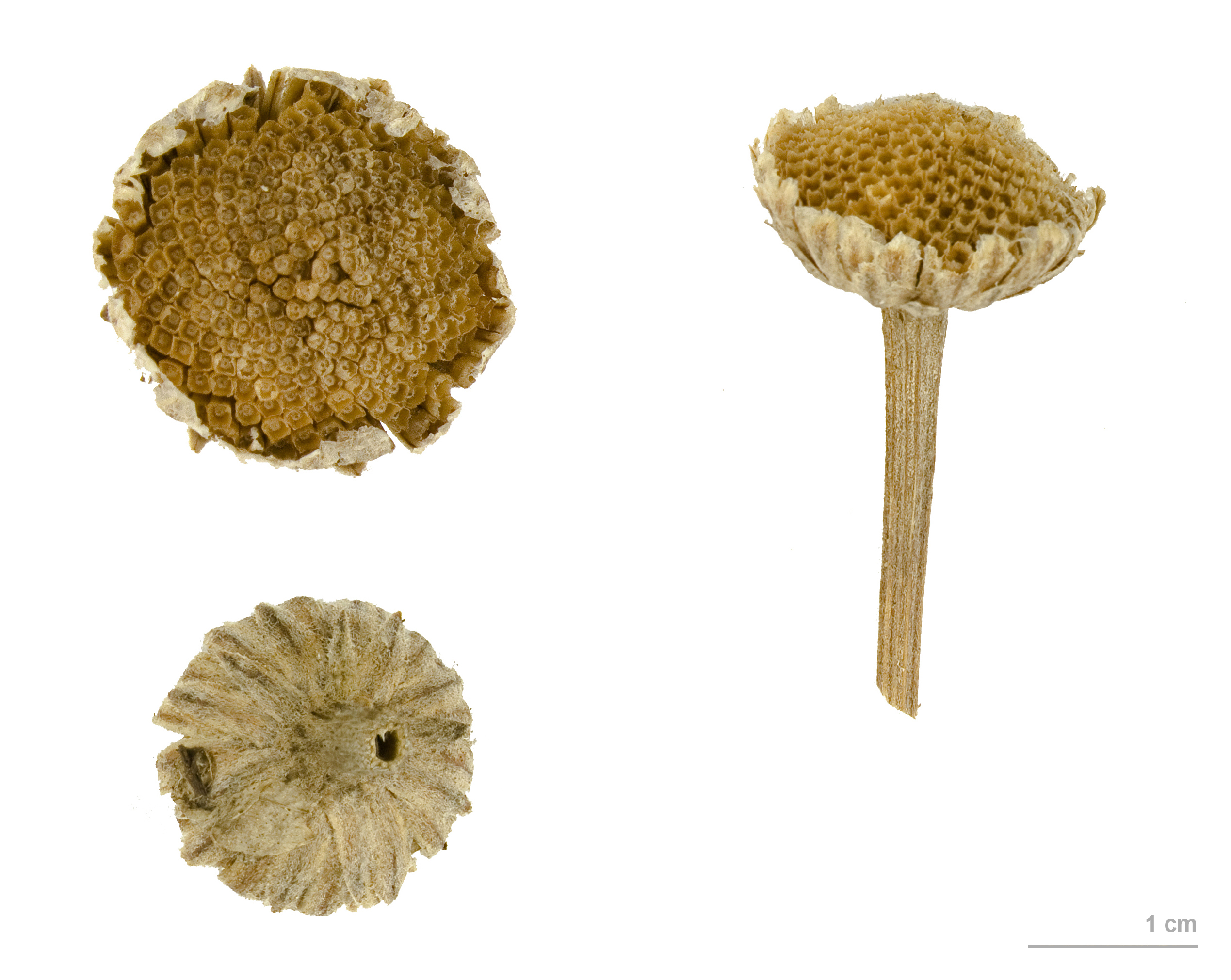
Tanacetum cinerariifolium

除蟲菊（学名：Chrysanthemum cinerariifolium）是菊科的多年生草本植物。其胚珠內含類除蟲菊酯物（Pyrethroid），是制造殺蟲劑的原料之一。原產于地中海地區，被發現于塞爾維亞。大日本除蟲菊（金鳥）的創始者上山英一郎利用除蟲菊，發明了螺旋形蚊香。其所含的除虫菊内酯是一种对冷血动物具有高毒性的细胞毒，并能促进植物根系的生长。

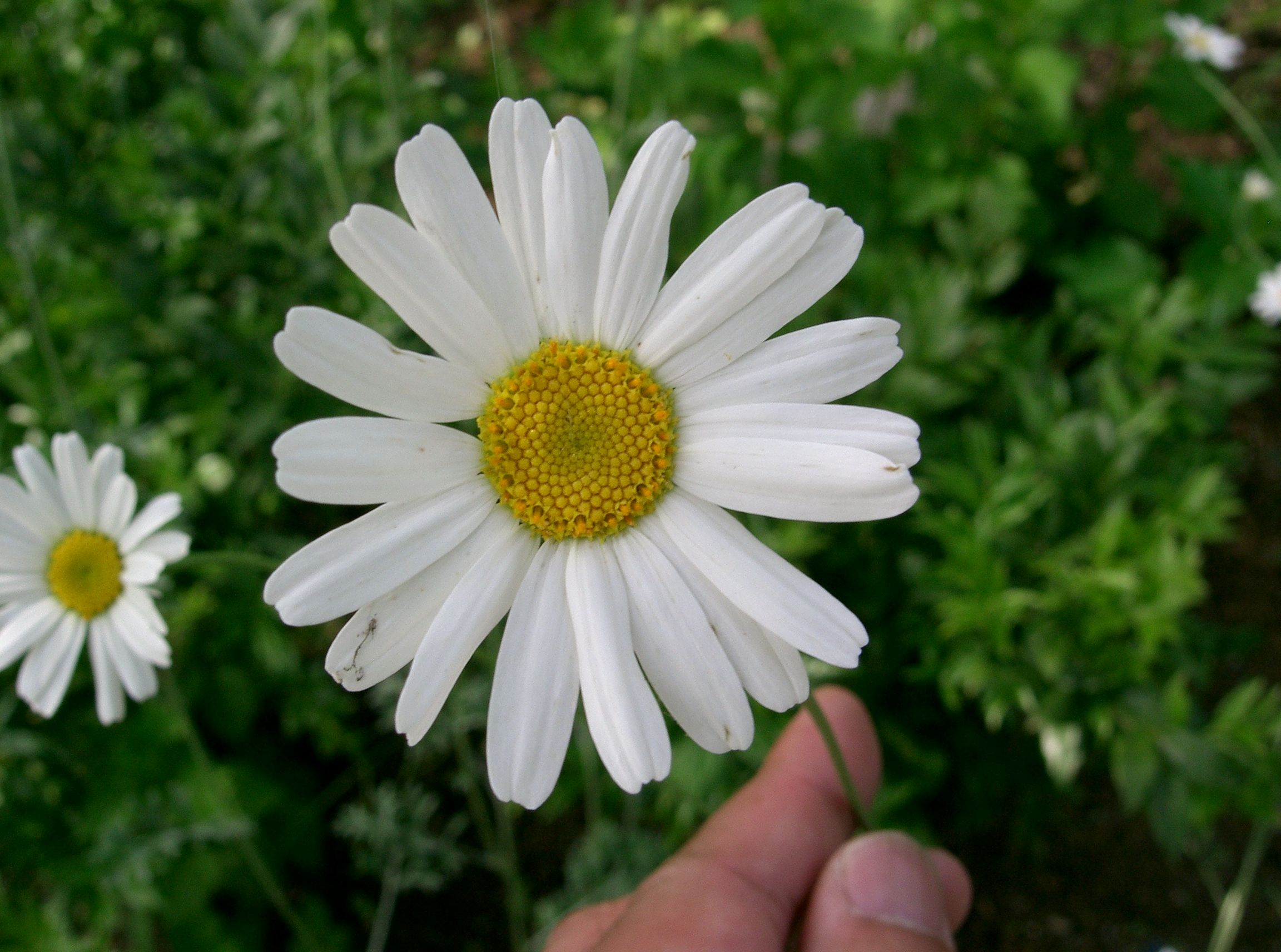
花